# Au risque de te perdre
Pour plus de détails, voir Fiche technique et Distribution.
Au risque de te perdre (…First Do No Harm) est un téléfilm américain de Jim Abrahams diffusé en 1997.

## Synopsis
Lori Reimuller voit sa vie bouleversée par la maladie qui touche son jeune fils, Robbie.
Lori Reimuller est appelée à l'école car son cadet vient de faire une chute sans cause apparente. Puis, chez lui, devant son frère Marc et sa sœur Lynn, Robbie est soudain pris de convulsions. Lori et son mari, Dave l'emmènent à l'hôpital où les médecins diagnostiquent une crise d'épilepsie…

## Fiche technique
- Titre : Au risque de te perdre
- Titre original : …First Do No Harm
- Réalisation : Jim Abrahams
- Scénario : Ann Beckett
- Musique : Hummie Mann
- Casting : Deidre Bowen et Jackie Burch
- Directeur de la photographie : Pierre Letarte
- Producteur : Jim Abrahams
- Coproducteur : Alda Neves
- Producteurs exécutifs : Jim Abrahams, Howard Braunstein, Michael Jaffe et Meryl Streep
- Durée : 94 minutes
- Pays :  États-Unis
- Genre : drame
- Distribution : American Broadcasting Company (ABC) et Buena Vista Home Video
- Date de première diffusion
  -  États-Unis : 16 février 1997

## Distribution
- Meryl Streep (VF : Évelyn Séléna) : Lori Reimuller
- Fred Ward (VF : Jacques Frantz) : Dave Reimuller
- Seth Adkins : Robbie Reimuller
- Margo Martindale : Marjean
- Allison Janney (VF : Pauline Larrieu) : le Dr Melanie Abbasac
- Oni Faida Lampley : Marsha Williams
- Leo Burmester (VF : Jacques Richard) : Bob Purdue
- Tom Butler (VF : Saïd Amadis) : le Dr Jim Peterson
- Mairon Bennett : Lynne Reimuller
- Michael Yarmush (VF : Pascal Grull) : Mark Reimuller
- Marcia Bennett : Gail
- Lynne Griffin : la réceptionniste de la clinique